# Hans Aichele
Hans Aichele, né le 2 novembre 1911 à Baden et mort en septembre 1946, est un bobeur suisse.

## Carrière
Hans Aichele participe aux Jeux olympiques d'hiver de 1936 organisés à Garmisch-Partenkirchen en Allemagne, où il est médaillé d'argent en bob à quatre avec Hans Bütikofer, Reto Capadrutt et Fritz Feierabend. Il remporte également la médaille de bronze de bob à deux aux championnats du monde de 1937 avec Reto Capadrutt, à Cortina d'Ampezzo en Italie.

## Palmarès

### Jeux Olympiques
- : médaillé d'argent en bob à 4 aux JO 1936.

### Championnats monde
- : médaillé de bronze en bob à 2 aux championnats monde de championnats du monde de 1937.